# Alf Schuler
Alf Schuler (* 1945 in Berchtesgaden) ist ein deutscher Künstler (Bildhauerei, Objekte, Wandstücke, Bodenarbeiten, Zeichnungen, minimalistische Formen) und Hochschullehrer.

## Leben und Wirken
Geboren im vormals Salzberger jetzt Berchtesgadener Ortsteil Anzenbach, studierte er von 1962 bis 1963 an der Werkkunstschule Aachen und ab 1964 an der Akademie der Bildenden Künste Nürnberg, wo er sein Studium 1970 bei Gerhard Wendland abschloss.
Alf Schuler war Mitglied im Deutschen Künstlerbund, erhielt 1975 ein Villa-Romana-Stipendium und beteiligte sich zwischen 1969 und 1989 an insgesamt acht DKB-Jahresausstellungen. 1977 nahm er an der documenta 6, 1987 an der documenta 8 in Kassel teil. 1977 erhielt er (zusammen mit Peter Thiele) den Förderungspreis der Stadt Nürnberg und 1981 den Kunstpreis der Böttcherstraße in Bremen. 1989 wurde er an die Kunsthochschule Kassel berufen. Sein Werk ist der Minimal Art verpflichtet. Es thematisiert die räumliche Wahrnehmung und macht physikalische Eigenschaften wie Schwerkraft und Spannungsverhältnisse sichtbar.

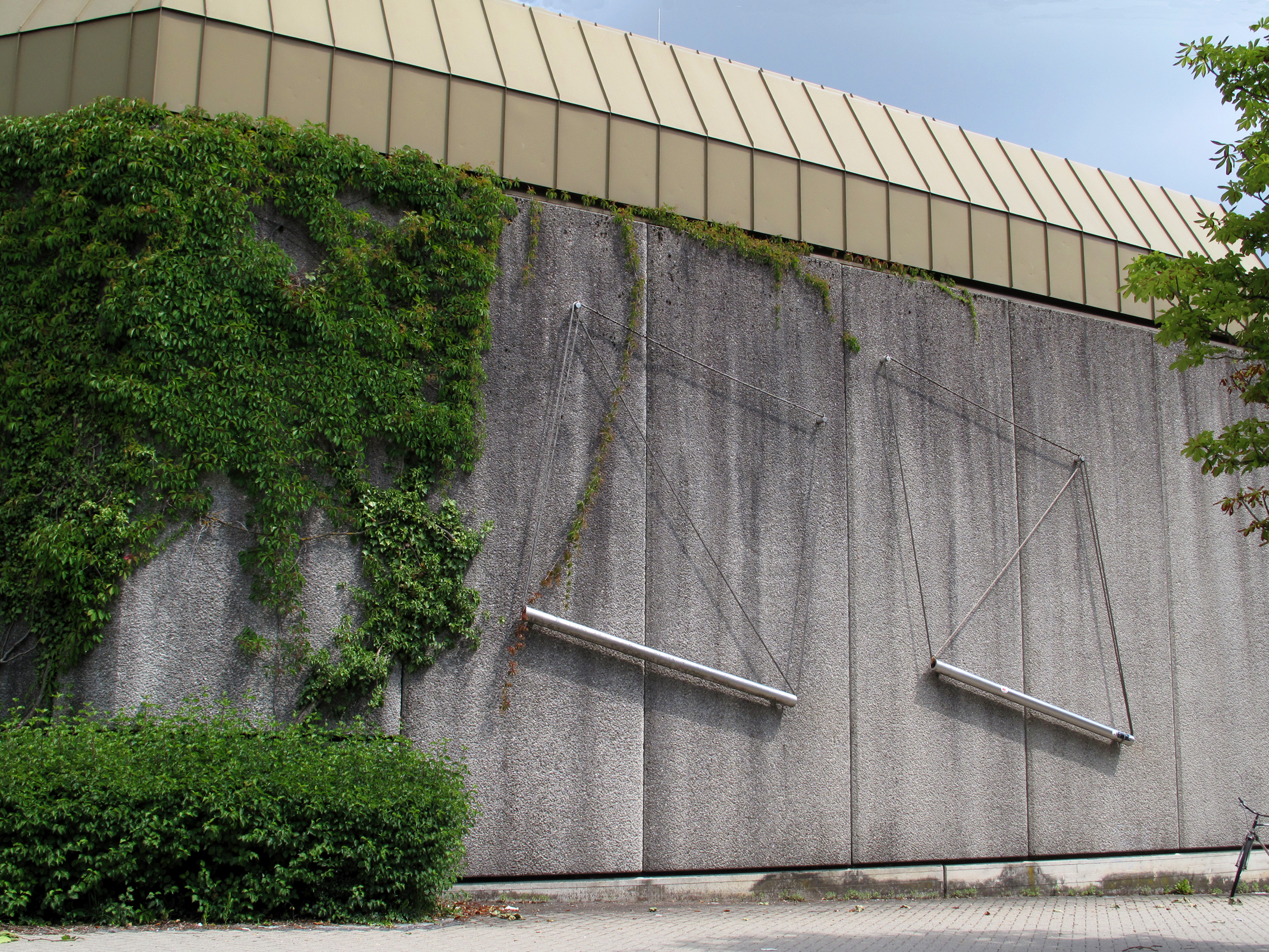
Plan Nr. 8, Rohr-Seil-Arbeit, Campus der Universität Augsburg, 1983
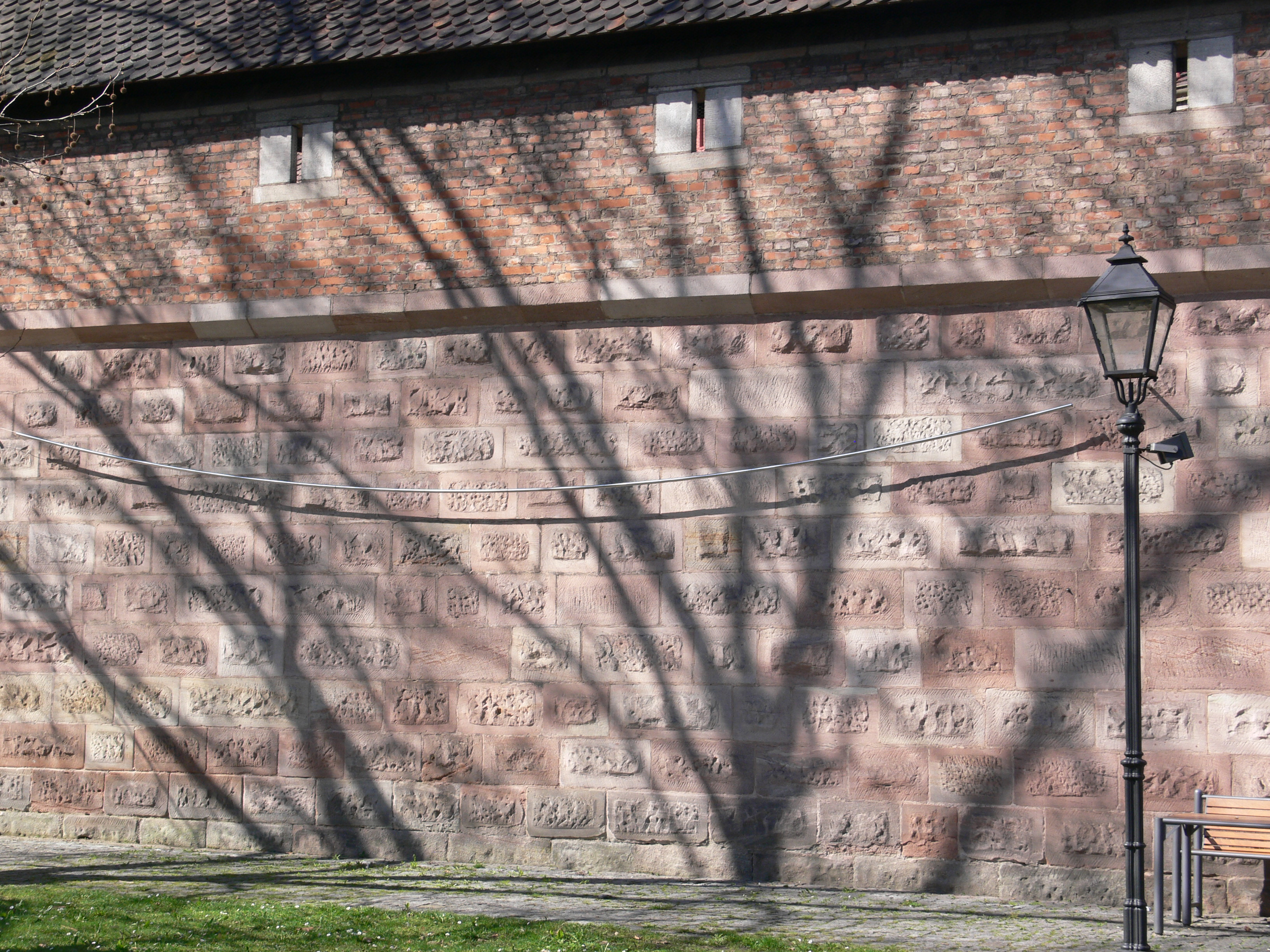
Ohne Titel, Edelstahlrohre auf Stahlseil (Stiftung Marianne und Hansfried Defet), 2004
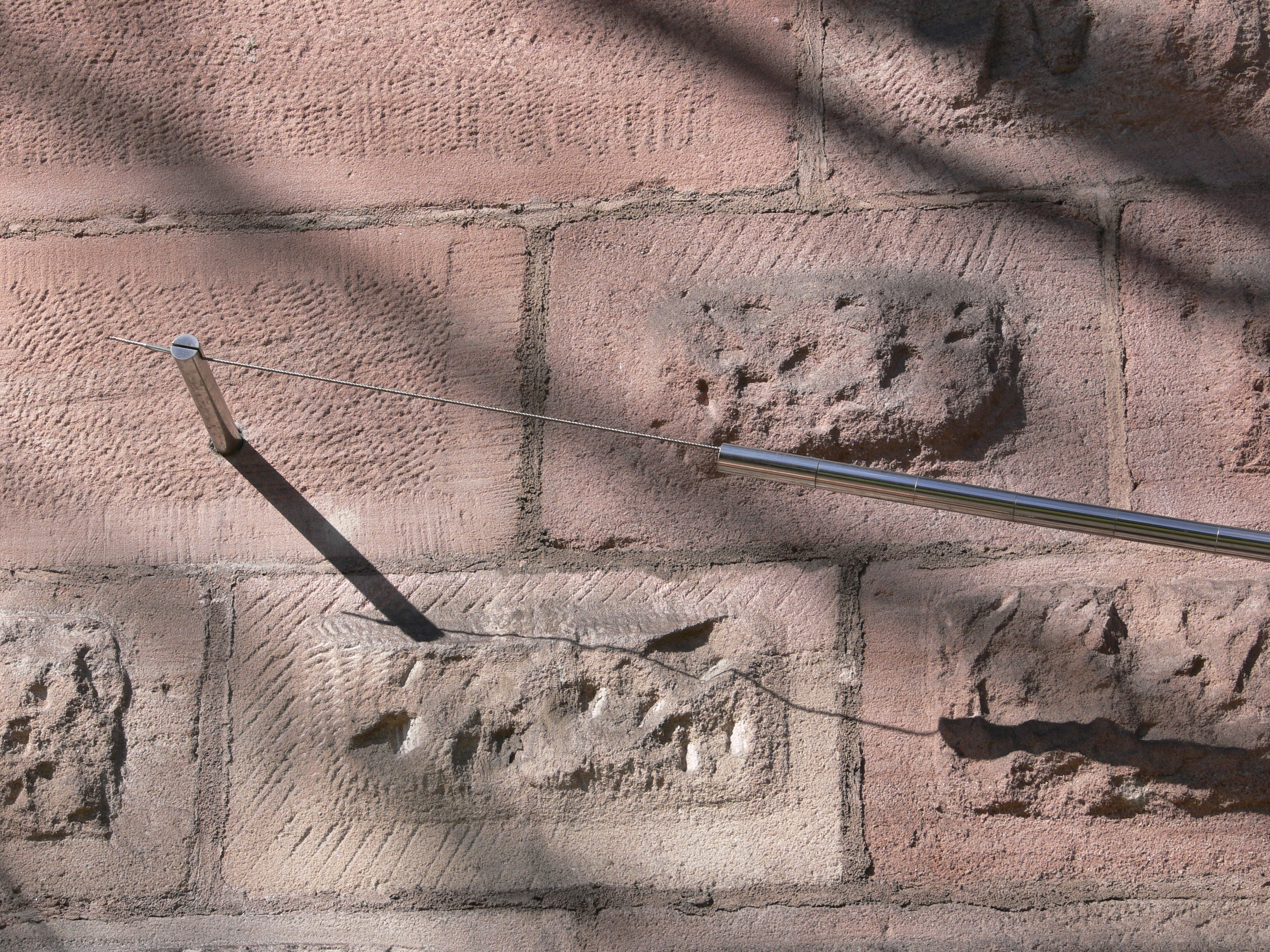
Ohne Titel, Edelstahlrohre auf Stahlseil, Detailaufnahme, 2004

## Ausstellungen (Auswahl)

### Einzelausstellungen
- 2022: Alf Schuler. Zusammenhängend, Märkisches Museum Witten
- 1972: Alf Schuler, Galerie Walther, Düsseldorf
- 1977: Alf Schuler, Staatliche Kunsthalle Baden-Baden
- 1987/88: Wand- und Bodenstücke 1974-1987, Städtisches Museum Leverkusen Schloss Morsbroich / Wilhelm-Hack-Museum, Ludwigshafen[4]
- 1990: KasselerKunstVerein, Kassel
- 1996: Alf Schuler – Skulpturen, Suermondt-Ludwig-Museum, Aachen

### Gruppenausstellungen
- 1979: Michael Buthe, Sigmar Polke, Ulrike Rosenbach, Gerhard Rühm, Alf Schuler. Fünf in Köln, Kölnischer Kunstverein

## Sammlungen (Auswahl)

### Deutschland
- recommended institution Daimler Contemporary, Berlin
- Neue Nationalgalerie, Berlin
- Museum für Konkrete Kunst, Ingolstadt
- Museum gegenstandsfreier Kunst, Otterndorf
- Sammlung zeitgenössischer Kunst der Bundesrepublik Deutschland, Bonn
- Stiftung DKM, Duisburg
- Städtische Galerie Erlangen
- Neues Museum Nürnberg
- Museum im Kulturspeicher Würzburg Sammlung Peter C. Ruppert

### Frankreich
- Fonds régional d'art contemporain – Bourgogne, Dijon
- Espace de l´Art Concret, Mouans-Sartoux